# Districte de Medak
El districte de Medak (Telugu: మెదక్ జిల్లా, urdú: میدک ضلع) és una divisió administrativa d'Andhra Pradesh amb capital a Sangareddi. Té una població de 2.670.097 habitants i una superfície de 9.699 km². Agafa el nom del fort de Medak a uns 100 km al nord-oest d'Hyderabad.
Administrativament està dividit en 45 mandals:
1. Manoor 	 
2. Kangti 	 
3. Kalher 	 
4. Narayankhed 	
5. Regode 	 
6. Shankarampet
7. Alladurg 	
8. Tekmal 	 
9. Papannapet 	
10. Kulcharam 	
11. Medak 	 
12. Shankarampet
13. Ramayampet 	
14. Dubbak 	 
15. Mirdoddi 	
16. Siddipet 	
17. Chinna Kodur
18. Nanganur 	
19. Kondapak 	
20. Jagadevpur 	
21. Gajwel 	 
22. Doultabad 	
23. Chegunta 	
24. Yeldurthy 	
25. Kowdipalle 	
26. Andole 	 
27. Raikode 	
28. Nyalkal 	
29. Jharasangam
30. Zahirabad 	
31. Kohir
32. Munpalle
33. Pulkal
34. Sadasivpet
35. Kondapur
36. Sangareddy
37. Patancheru
38. Ramachandrapuram
39. Jinnaram
40. Hathnoora
41. Narsapur
42. Shivampet
43. Tupran
44. Wargal
45. Mulug

## Història
Formà part de l'antic regne hindú de Warangal. El 1309 el general i ministre Malik Kafur amb un exèrcit, va avançar cap al territori i va conquerir Medak en el seu camí a Warangal. Al segle xiv va formar part dels dominis bahmànides i quan l'estat es va fragmentar al final del segle xv i començament del XVI, va quedar en mans dels kutubshàhides de Golconda. El 1687 va passar amb aquest sultanat a l'Imperi Mogol. El 1724 va quedar en poder del Nizam al-Mulk, subadar del Dècan, que va establir la capital a Hyderabad i va ser conegut com el nizam d'Hyderabad. Al segle xix en l'organització administrativa d'aquest estat, fou part de la divisió de Bidar i des de 1905 de la divisió de Medak Gulshanabad, sempre dins el principat d'Hyderabad. La superfície era de 5.193 km² dels quals 2.217 km² eren terres en jagir o paigah. Hi havia 634 ciutats i pobles amb una població de:
- 1881: 326.720
- 1891: 364.735
- 1901: 366.722

Les ciutats eren Medak, Lingampet, Siddipet (incorporada al districte el 1905, abans del districte de Karimnagar), Sadaseopet i Sangareddi o Sangareddipet. Aquesta darrera era la capital. Vers el 90% de la població eren hindús i el 10% musulmans. La llengua principal era el telugu.
Administrativament estava format per 6 talukes i els estats jagirs i paigah. les talukes fins al 1905 eren:
- Medak
- Ramayampet
- Baghat
- Kalabgur
- Andol
- Tekmal

El 1905 Tekmal fou unida a Andol, i Ramayampet repartida entre Medak i la taluka de Kamareddipet al districte de Nizamabad (Indur); Ibrahimpatan fou agregada a Baghat des del districte de Mahbubnagar i Siddipet des del de Karimnagar (Elgandal). Després d'això van quedar cinc talukes: Medak, Siddipet, Baghat, Kalabgur i Andol. Hi havia a més tres subdivisions:
- Primera subdivisió
  - Medak
  - Siddipet
- Segona subdivisió
  - Andol
- Tercera subdivisió
- Kalabgur
- Baghat

Els quatre principals jagirs eren: 
- Hatnura
- Narsapur
- Narsingi
- Nawabpet

La taluka de Medak tenia una superfície de 930 km² i una població el 1901 de 65.852 habitants. Tenia dues ciutats, Medak (8.511 habitants el 1901), que era la capital, i Lingampet, i 89 pobles dels quals 19 eren en jagir. El jagir de Narsingi tenia 11 pobles i una població de 8.093 habitants i estava a la part sud amb una superfície de 93 km².

## Arqueologia
Els llocs més interessants són:
- El fort de Medak
- Patancheru, a uns 25 km al nord-oest d'Hyderabad (ciutat) amb diversos temples hindús i on s'han trobat antigues monedes
- Andol, amb una mesquita
- Komatur, també amb una mesquita
- Temples hindús a Chatkur, Kalabgur, Kandi, Nandj, Patancheru i Venkatapur
- Yedupailu, al sud-est de Medak, un lloc de pelegrinatge al punt on s'uneixen set afluents del Manjra

## Nota
1. ↑  «Medak district profile.APOnline». Arxivat de l'original el 2014-02-10. [Consulta: 19 novembre 2009].